# Cryptus tibetanus
Cryptus tibetanus là một loài tò vò trong họ Ichneumonidae.